# Rue Sotsialistitcheskaïa (Saint-Pétersbourg)
La rue Sotsialistitcheskaïa (Социалистическая улица, Sotsialistitcheskaïa oulitsa, littéralement rue Socialiste) est une rue du district central de Saint-Pétersbourg en Russie. Elle démarre à la perspective Zagorodny et se termine rue Borovaïa. Elle mesure 700 mètres de longueur. Elle est desservie par les stations de métro Ligovski prospekt (ligne 4) et Zvenigorodskaïa (ligne 5).

## Historique
La rue s'appelait rue Kabinetskaïa (rue du Cabinet) de 1776 à 1821, date à laquelle elle a été renommée rue Ivanovskaïa, d'après l'église Saint-Jean-Baptiste (Ioann Predtetch) qui se trouvait au N° 7 et qui n'existe plus. Elle a reçu son nom actuel en octobre 1918 pour le premier anniversaire de la révolution d'Octobre. C'est au N° 18 de cette rue que se termine la rue Dostoïevski, où l'écrivain vécut les dernières années de sa vie dans son appartement à l'angle de la rue Iamskaïa (ancien nom de la rue Dostoïevski) et de la voie Kouznetchny.

## Bâtiments remarquables
- N°7: école N°321, ancien Premier gymnasium classique de Saint-Pétersbourg
- N°21: fabrique de confiserie Kroupskaïa (d'après le nom de Nadejda Kroupskaïa) fondée en 1938 qui produit notamment des bonbons renommés en Russie

## Source
- (ru) Cet article est partiellement ou en totalité issu de l’article de Wikipédia en russe intitulé « Социалистическая улица (Санкт-Петербург) » (voir la liste des auteurs).